# 東斯科舍盆地
東斯科舍盆地（East Scotia Basin）為一海底盆地，位於南大西洋的斯科舍海，在南桑德韋奇海溝的後面介於南緯55～60度。它的北邊是涵蓋了南喬治亞島的北斯科舍山脈，東邊則是南桑威奇群島。而從南喬治亞到南奧克尼群島的隆起，將東斯科舍盆地和西斯科舍盆地分離開來。